# Verticillium lecythidis
Verticillium lecythidis är en svampart som beskrevs av C. Ram 1970. Verticillium lecythidis ingår i släktet Verticillium och familjen Plectosphaerellaceae.   Inga underarter finns listade i Catalogue of Life.